# Brongniartia vicioides
Brongniartia vicioides är en ärtväxtart som beskrevs av Martin Martens och Henri Guillaume Galeotti. Brongniartia vicioides ingår i släktet Brongniartia och familjen ärtväxter. Inga underarter finns listade i Catalogue of Life.